# Erzsébet Bartos
Erzsébet Bartos (geb. Heldt; * 31. Januar 1941 in Újpest) ist eine ehemalige ungarische Sprinterin.
Bei den Olympischen Spielen 1960 in Rom schied sie über 200 Meter und in der 4-mal-100-Meter-Staffel im Vorlauf aus.
1962 erreichte sie bei den Europameisterschaften in Belgrad über 100 Meter das Halbfinale und scheiterte in der 4-mal-100-Meter-Staffel in der Vorrunde.
Bei den Olympischen Spielen 1964 in Tokio wurde sie Siebte in der 4-mal-100-Meter-Staffel. Über 100 Meter und 200 Meter kam sie nicht über die erste Runde hinaus.
1966 wurde sie bei den Europameisterschaften in Budapest Vierte in der 4-mal-100-Meter-Staffel. Über 100 Meter und 200 Meter schied sie im Vorlauf aus.
Zweimal wurde sie Ungarische Meisterin über 100 Meter und viermal über 200 Meter.

## Persönliche Bestzeiten
- 100 m: 11,7 s, 1960
- 200 m: 24,0 s, 1964